# 1987年巫统大会
1987年巫统大会于1987年4月24日在马来西亚首都吉隆坡的太子世界贸易中心举行。大会由时任马来西亚首相兼巫统主席马哈迪·莫哈末主持开幕。
本届大会有两名候选人参加党选，即巫统主席马哈迪和来自吉兰丹的东姑拉沙里。吉兰丹的所有巫统区部都提名东姑拉沙里为巫统主席候选人，但柯拉娜区部则提名马哈迪，这是因柯拉娜由曾任马哈迪政治秘书的阿都拉阿末所领导。